# 坂口淳
坂口 淳（さかぐち じゅん、1908年〈明治41年〉1月1日 - 1974年〈昭和49年〉8月18日）は昭和期の作詞家。本名は淳太郎。

## 経歴
長野県埴科郡松代町（現長野市）出身。上京後、写真館に勤めながら、西條八十の門下となる。1949年キングレコード専属、のちにヴィクターに移籍。1956年詩誌『熊ん蜂』を創刊し、1974年に脳卒中で死去するまで発行を続けた。随筆集に『石神井だより』、童謡集に『光と風と花と』がある。
「マロニエの木陰」、「子鹿のバンビ」などの童謡を作詞した。松代町の真田公園には、「子鹿のバンビ」の歌碑がある。

## 代表曲
- 『マロニエの木陰』（昭和12年3月）［細川潤一作曲、歌：松島詩子］
- 『子鹿のバンビ』（昭和26年）［平岡照章作曲、歌：古賀さと子］
- 『旅路の果ての港町』（昭和26年8月）［清水保雄作曲、歌：竹山逸郎］
- 『ママのおひざ』（昭和26年）［平岡照章作曲]
- 『あすなろ』（昭和37年）［渡辺今朝蔵作曲]
- 『ひまわり時計』[山本雅之作曲]
- 『赤ちゃんはいいな』[平岡照章作曲]
- 『ばあやのお里』[平岡照章作曲]
- 『つみきのホテル』[保田正作曲]
- 『ひばりと麦笛』[保田正作曲]
- 『ほうせんか』[湯山昭作曲]
- 『ぼたんゆき』[小森昭宏作曲]